# トールマン・TG181
トールマン・TG181 (Toleman TG181)は、ロリー・バーンが設計したF1マシン。1981年および1982年に使用された。1981年はブライアン・ヘントン、デレック・ワーウィックがドライブし、翌82年はワーウィックとテオ・ファビがドライブした。最高成績は10位。

## 概要

### 開発
TG181はバーンのF1処女作であったが、「1980年のヨーロッパF2選手権でヘントンがチャンピオンを獲得した我々のマシン、トールマン・TG280をベースにして製作した」と述べており、F2ベースのアルミ製モノコックシャシーであった。
エンジンは当時F1でもっとも無難かつ戦闘力も計算できたフォード・コスワース・DFVエンジンをあえて選ばず、F2での成功を共に掴んだブライアン・ハートによるエンジンの改良型と言えるハート・415T、直列4気筒ターボエンジンを搭載した。しかしハートにとってエンジンにターボ過給器をつけるのはこれが初だったため、バーンによるとその発熱量の処理に苦労したと述べており、「まず苦しんだのがオーバーヒートだった。ターボの経験が無かったハートはベンチテストでの結果をベースに熱量を想定していたが、常に限界で走るF1実戦になるとタービンから発生する熱量が尋常ではなく、ベンチテストの数値とはかけ離れていた。これは実際に走ってみるまで全く判らなかった。」と証言し、「当時の私はもちろん、チームもハートもピレリタイヤもF1に関わり始めたばかりで、他チームとどれくらいの差なのか把握できていなかった。多くのミスをしながら学んでいる過程であり、最初から他チームと対等に戦えるとは思っていなかった。しかし本音を言えば予想以上にF1は難しいと思った。」と当時を回想している。

### 1981年シーズン
1981年第4戦サンマリノGPから参戦を開始。予選落ちの連続で予選通過はヘントン、ワーウィック共に1回、決勝結果はヘントンが10位、ワーウィックはリタイアという物であった。

### 1982年シーズン
F2時代からチームを支えたヘントンがアロウズに移籍したため、代ってF1ルーキーとなるテオ・ファビが加入しワーウィックとコンビを組んだ。改良型のTG181B、TG181Cが投入され、前年よりも予選通過率は向上したが、ポイントを獲得することはできなかった。
バーンは後年（2016年）の取材でTG181で参戦した2年間で多くを学んだと語っており、「181は巨大なツインチューブ・モノコックにエンジンマウントしたが、モノコックが大きな容積を取りすぎてラジエーター、インタークーラーなど冷却系統を大型化することが出来なくなってしまった。少しでも冷やすためにターボユニットはエンジンの上に配置して走行中の外気にさらし、空気流で冷やそうとしたけど全く足りなくてトラブルが絶えず、散々な結果になった。この反省は後継のTG183に活かされた。」と述べ、TG183ではマクラーレン、ロータスに次ぐカーボンコンポジットシャシーを導入した3番目のチームとなった。
車体はノーズ上にフロントウィングを載せた形状で、チームはこのマシンを「巡洋艦ヘネラル・ベルグラノ」と呼んだという。

## F1における全成績
(key) （太字はポールポジション）
| 年     | シャシー            | エンジン        | タイヤ | No | ドライバー             | 1   | 2   | 3    | 4   | 5   | 6    | 7   | 8   | 9   | 10  | 11  | 12  | 13  | 14  | 15  | 16  | ポイント | 順位 |
| ------ | ------------------- | --------------- | ------ | -- | ---------------------- | --- | --- | ---- | --- | --- | ---- | --- | --- | --- | --- | --- | --- | --- | --- | --- | --- | -------- | ---- |
| 1981年 | トールマン TG181    | ハート 415T L4T | M P    |    |                        | USW | BRA | ARG  | SMR | BEL | MON  | ESP | FRA | GBR | GER | AUT | NED | ITA | CAN | CPL |     | 0        | NC   |
| 1981年 | トールマン TG181    | ハート 415T L4T | M P    | 35 | ブライアン・ヘントン   |     |     |      | DNQ | DNQ | DNPQ | DNQ | DNQ | DNQ | DNQ | DNQ | DNQ | 10  | DNQ | DNQ |     | 0        | NC   |
| 1981年 | トールマン TG181    | ハート 415T L4T | M P    | 36 | デレック・ワーウィック |     |     |      | DNQ | DNQ | DNPQ | DNQ | DNQ | DNQ | DNQ | DNQ | DNQ | DNQ | DNQ | Ret |     | 0        | NC   |
| 1982年 | トールマン TG181B/C | ハート 415T L4T | P      |    |                        | RSA | BRA | USW  | SMR | BEL | MON  | USE | CAN | NED | GBR | FRA | GER | AUT | SUI | ITA | CPL | 0        | NC   |
| 1982年 | トールマン TG181B/C | ハート 415T L4T | P      | 35 | デレック・ワーウィック | Ret | DNQ | DNPQ | Ret | Ret | DNQ  |     |     | Ret | Ret | 15  | 10  | Ret | Ret |     |     | 0        | NC   |
| 1982年 | トールマン TG181B/C | ハート 415T L4T | P      | 36 | テオ・ファビ           | DNQ | DNQ | DNQ  | 10  | Ret | DNPQ |     |     | DNQ | Ret | Ret | DNQ | Ret | Ret | Ret | DNQ | 0        | NC   |

## 参照
1. ↑  ロリー・バーンが語るトールマン オートスポーツweb 2018年6月14日
2. ↑  「常識」を打ち破るBENETTON グランプリエクスプレス '87デトロイトGP号 14-15頁 1987年7月10日発行
3. 1 2  バーンがトールマンで初めて手がけたマシン、TG181 オートスポーツweb 2018年6月14日